# Betul (Distrikt)
Der Distrikt Betul (Hindi बैतूल ज़िला) ist ein Distrikt des zentralindischen Bundesstaats Madhya Pradesh. Verwaltungs- und Wirtschaftszentrum ist die gleichnamige Stadt Betul.

## Geographie

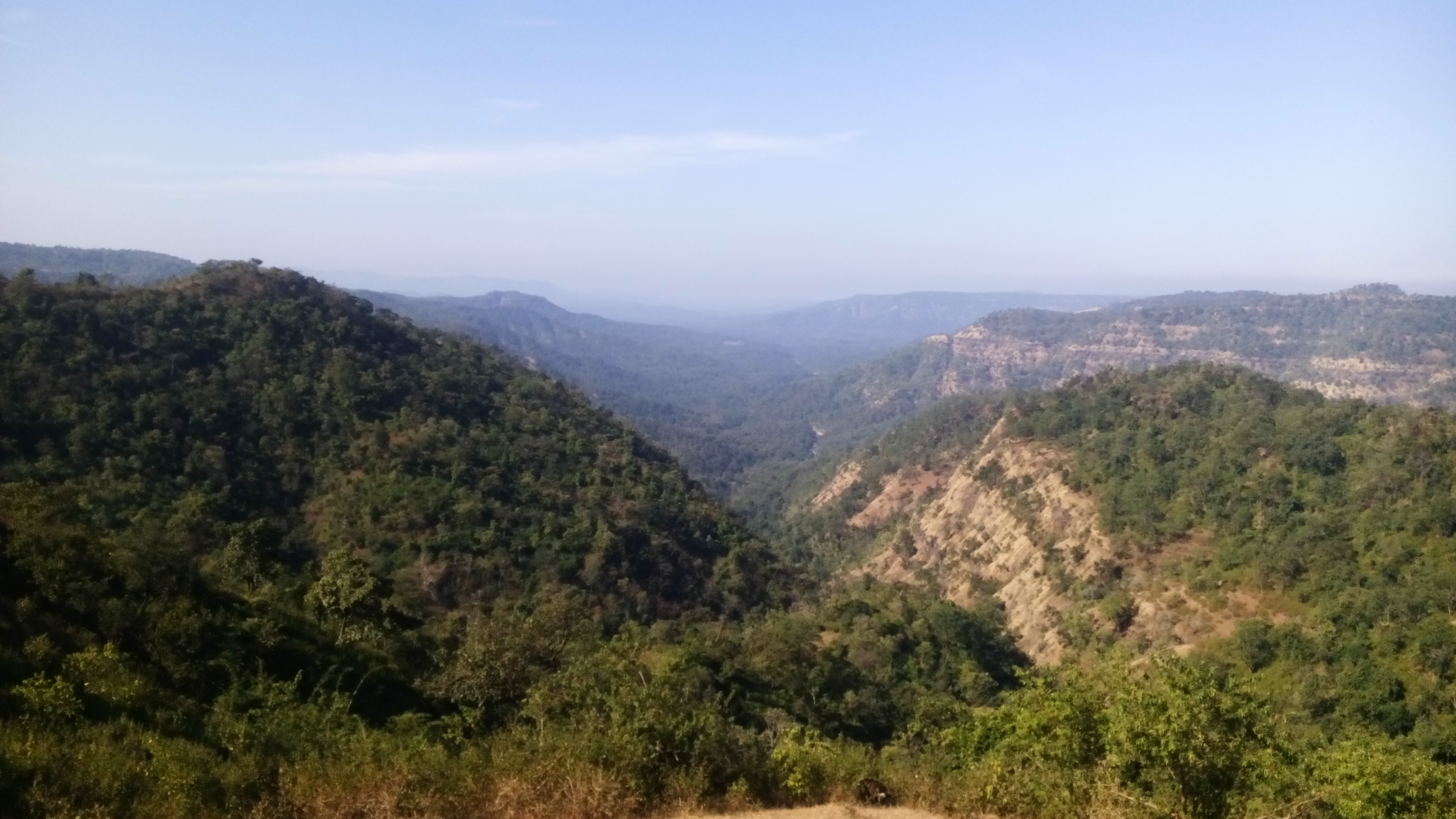
Satpuragebirge bei Kukru

Der Distrikt Betul grenzt im Südwesten an den Distrikt Khandwa, im Nordwesten an den Distrikt Harda; im Norden wird der Distrikt begrenzt durch den Distrikt Narmadapuram; im Osten grenzt der Distrikt Chhindwara an und im Süden der zum Bundesstaat Maharashtra Distrikt Amravati.
Der gesamte Distrikt liegt in Höhen von 600 bis 750 m im Satpuragebirge, das innerhalb der Distriktsgrenzen eine Maximalhöhe von
ca. 850 m erreicht. Hier befindet sich die Quelle des Tapti, der in westliche Richtung fließt und nach ca. 720 km im Bundesstaat Gujarat in die Arabische See mündet. Die Regenmenge unterliegt starken Schwankungen. Aber rund 90 % fallen während der sommerlichen Monsunzeit (zweite Juniwoche bis Ende September). In den Monaten Juli bis September ist die Luftfeuchtigkeit sehr hoch. Am wärmsten ist es in den Monaten April bis Juni.

## Geschichte
Die von den großen Ereignissen der Geschichte Indiens kaum berührte Region gehörte im Mittelalter zu den Königreichen der Gonds. Die Geschichte der beiden Hälften war ab dem Mittelalter sehr unterschiedlich. Der Osten des heutigen Distrikt war Teil des Königreichs Deogarh der Gond. Der Westen war lange Zeit Streitobjekt zwischen dem Sultanat Malwa und dem Bahmani-Sultanat. Letzteres setzte sich im Jahr 1531 durch, doch bereits 30 Jahre später fiel das Sultanat an das Mogulreich; im Jahr 1740 kam die Gegend an das Marathen-Reich und wurde von der Holkar-Dynastie beherrscht. Seit dem Jahr 1818 stand das Gebiet unter britischer Kontrolle. Nach der Unabhängigkeit Indiens (1947) bzw. nach der Gebietsreform des Jahres 1956 kam das Gebiet zum damals neu geschaffenen Bundesstaat Madhya Pradesh.

## Bevölkerung

### Einwohnerentwicklung
In den ersten Jahrzehnten des 20. Jahrhunderts wuchs die Bevölkerung eher schwach. Dies wegen Seuchen, Krankheiten und Hungersnöten. Seit der Unabhängigkeit Indiens hat sich die Bevölkerungszunahme beschleunigt. Während die Bevölkerung in der ersten Hälfte des 20. Jahrhunderts um rund 57 % zunahm, betrug das Wachstum in den fünfzig Jahren zwischen 1961 und 2011 181 %. Die Bevölkerungszunahme zwischen 2001 und 2011 lag bei (für indische Verhältnisse nur) 12,92 % oder rund 180.000 Menschen. Offizielle Bevölkerungsstatistiken der heutigen Gebiete sind seit 1901 bekannt und veröffentlicht.
| Jahr      | 1901    | 1911    | 1921    | 1931    | 1941    | 1951    | 1961    | 1971    | 1981    | 1991      |
| Einwohner | 287.807 | 390.386 | 363.737 | 406.252 | 438.342 | 451.655 | 560.412 | 736.196 | 925.387 | 1.181.501 |

### Bedeutende Orte
Im Distrikt gibt es zehn Orte, die als Städte (towns und census towns) gelten. Dennoch ist der Anteil der städtischen Bevölkerung im Distrikt gering. Denn nur 309.151 der 1.575.362 Einwohner oder 19,62 % leben in städtischen Gebieten. Die größten Siedlungen mit mehr als 10.000 Einwohnern sind:

### Volksgruppen
In Indien teilt man die Bevölkerung in die drei Kategorien general population, scheduled castes und scheduled tribes ein. Die scheduled castes (anerkannte Kasten) mit (2011) 159.296 Menschen (10,11 Prozent der Bevölkerung) werden heutzutage Dalit genannt (früher auch abschätzig Unberührbare betitelt). Die scheduled tribes sind die anerkannten Stammesgemeinschaften mit (2011) 667.018 Menschen (43,34 Prozent der Bevölkerung), die sich selber als Adivasi bezeichnen. Zu ihnen gehören in Madhya Pradesh 46 Volksgruppen. Mehr als 5000 Angehörige zählen die Gond (470.744 Personen oder 29,88 % der Distriktsbevölkerung), Korku (185.000 Personen oder 11,74 % der Distriktsbevölkerung) und Pardhan (6803 Personen oder 0,43 % der Distriktsbevölkerung).

## Verwaltungsgliederung
Die Verwaltungseinheit Betul gibt es als Tehsil oder Distrikt seit dem 19. Jahrhundert. Der Distrikt Betul besteht aus den acht Verwaltungsbezirken (Tehsils oder Subdivisions) Amla, Athner, Betul, Bhainsdehi, Chicholi, Ghoda Dongri, Multai und Shahpur. Er zählt 10 Städte und 1344 bewohnte Dörfer.

## Wirtschaft

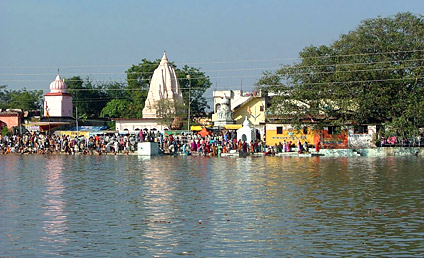
Tempel am Fluss Tapti bei Multai

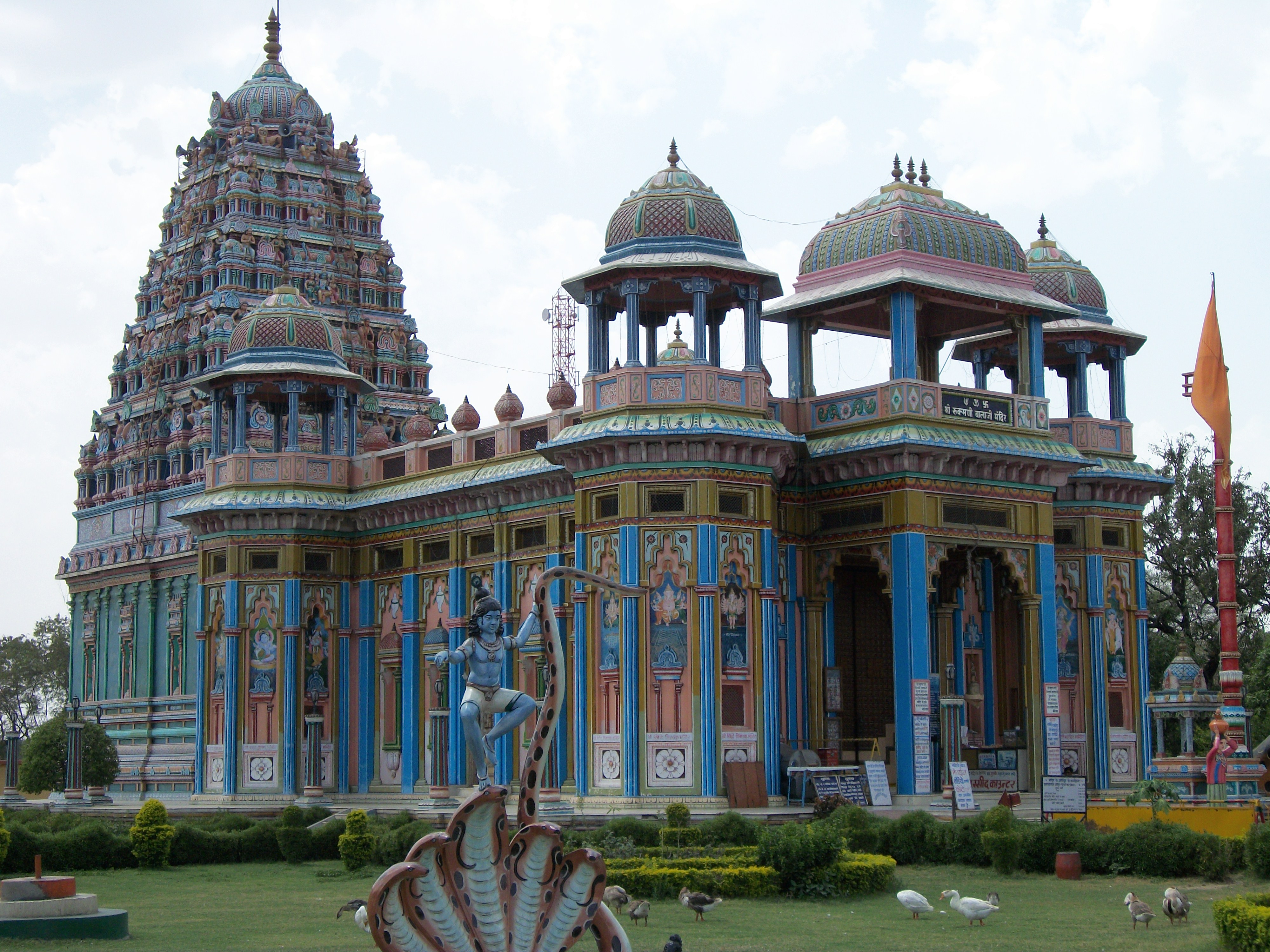
Balaji-Tempel bei Betul (2001)

Der Distrikt Betul gehört laut einer Statistik zu den 250 rückständigsten von den insgesamt 640 Distrikten Indiens. Er ist in sehr hohem Maße landwirtschaftlich geprägt, wobei auch Wanderarbeiter bis in die heutige Zeit eine nicht unwichtige Rolle spielen. Lediglich in den wenigen Städten gibt es einige größere Geschäfte und Handwerksbetriebe sowie Banken, Hospitäler und weiterführende Schulen. Die meisten Dörfer sind über Buslinien an das regionale Verkehrsnetz angeschlossen; eine überregionale Bahnstrecke führt durch Betul.

## Verkehr
Wichtigste Eisenbahnlinien sind die Strecken von Nagpur nach Agra und von Bhopal über Betul nach Nainpur. Im gesamten Distrikt gibt es an den beiden Linien zahlreiche Bahnhöfe. Hinzu kommen als überregionale Straßenverbindungen mehrere National Highways mit den Verkehrsknoten Betul und Multai sowie einige State Highways. Wichtig für den Personenverkehr sind die zahlreichen regionalen Buslinien und die überregionalen Busverbindungen nach Bhopal, Amravati, Nagpur und Ranchi.

## Sehenswürdigkeiten
Zu den sehenswerten Landschaften gehört das Gebiet des Satpuragebirges um Kukru. Die Region um Betul gehörte zu den zahlreichen Stammesregionen Indiens, in denen sich der Hinduismus erst sehr spät etablieren konnte; mittelalterliche Steintempel und Skulpturen sind infolgedessen nicht vorhanden. Lediglich nahe der Tapti-Quelle bei der Stadt Multai gibt es einen größeren Tempelbezirk mit Bauten aus dem 17./18. Jahrhundert. Ein Komplex von 52 neuzeitlichen Jain-Tempeln befindet sich im waldreichen äußersten Südwesten des Distrikts (Digamber Muktagiri Jain Temples). In der Stadt Betul Bazar gibt es den Tempel Balaji Puram.